# Roopkund Lake
Der Roopkund Lake (Hindi रूपकुंड), auch Skeleton Lake (Hindi कंकाल झील, „Skelettsee“) oder Mystery Lake genannt, ist ein flacher kleiner Gebirgssee im Himalaya.
Er liegt auf 5029 m im Distrikt Chamoli des indischen Bundesstaates Uttarakhand. Der See liegt im Einzugsgebiet des Nandakini.

## Skelettfunde

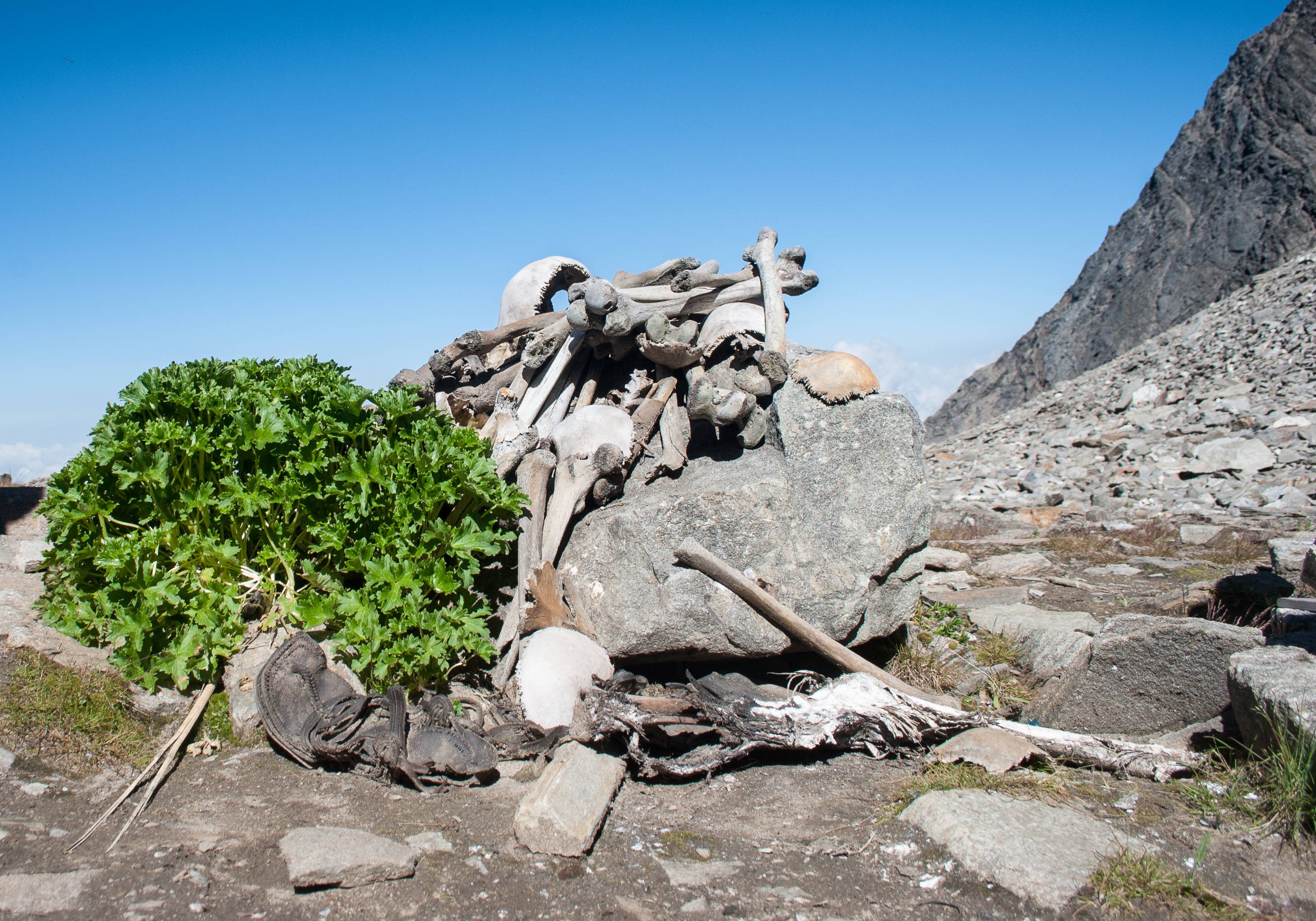

Im See wurden hunderte Skelette von Männern und Frauen entdeckt. Der See ist fast das gesamte Jahr über zugefroren und mit Schnee bedeckt, so dass die Skelette nur nach der Schneeschmelze im Sommer zutage treten.
Die Skelette wurden 1942 von einem Forstaufseher entdeckt und geben der Wissenschaft Rätsel auf. Ersten Spekulationen zufolge handelte es sich bei den Toten um Soldaten, Pilger oder eine chinesische Karawane, die von einem Schneesturm oder einem Erdrutsch überrascht oder aber von einer Seuche dahingerafft wurden.
Im Jahr 2003 gab die amerikanische National Geographic Society eine Untersuchung in Auftrag. Mit der Radiokohlenstoffmethode wurde das Alter einiger Skelette bestimmt; sie stammen aus dem 9. Jahrhundert; damit glaubte man, auch deren Todesursache geklärt zu haben: Die Menschen seien vermutlich in einem gewaltigen Hagelsturm mit Cricketball-großen Objekten umgekommen. Dies deckte sich auch mit lokalen Legenden: Diese beschreiben eine Göttin, die so wütend auf Fremde war, die ihr Bergheiligtum entweihten, dass sie sie mit eisenharten Hagelkörnern zum Tode verurteilte.
Im Jahr 2019 jedoch ergaben detaillierte DNA-Analysen, Isotopenmessungen und Radiokohlenstoff-Datierungen des Instituts für Zell- und Molekularbiologie in Hyderabad (CCMB) an den Resten von 71 Skeletten, dass 23 der Toten aus verschiedenen Regionen Indiens stammten, verstorben im 7. bis 10. Jahrhundert. Eine andere Gruppe von 14 Skeletten jedoch stammte aus dem Mittelmeerraum und war deutlich jünger, verstorben im 17. bis 20. Jahrhundert, eines der untersuchten Skelette habe ihren Ursprung in Südostasien. Daraus folgt, dass die Menschen bei mindestens zwei rund 1.000 Jahre auseinanderliegenden Ereignissen gestorben sein müssen. Radiokarbondatierungen legen außerdem nahe, dass die älteren, südasiatischen Überreste über einen längeren Zeitraum abgelagert wurden, während die jüngeren, ostmediterranen und südostasiatischen Überreste bei einem einzigen Ereignis abgelagert wurden.
Der Fundort ist seither unter großer Gefahr der Zerstörung durch Besucher. Der regelmäßige Verlust von Skeletten gibt Anlass zur Sorge und es wird befürchtet, dass die Skelettezunehmend verschwinden könnten, wenn keine Schritte zu ihrer Erhaltung unternommen werden. Berichten zufolge entwenden Touristen, die das Gebiet besuchen, die Knochen häufig in großer Zahl. Der Bezirksrichter des Bezirks Chamoli hat berichtet, dass Touristen, Wanderer und Forscher die Skelette auf Maultieren transportieren und empfohlen, das Gebiet unter Schutz zu stellen.